# Cranichis nudilabia
Cranichis nudilabia är en orkidéart som beskrevs av Guido Frederico João Pabst. Cranichis nudilabia ingår i släktet Cranichis, och familjen orkidéer. Inga underarter finns listade i Catalogue of Life.